# Fierza alközség (Kukës)
Fierza alközség harmadik szintű közigazgatási egység Albánia északkeleti részén, Kukës városától légvonalban 35, közúton 110 kilométerre északnyugatra, a Drin folyó jobb partján, Bajram Curritól déli irányban. Kukës megyén belül Tropoja község része. Központja Fierza városa, további települései Breglum, Dega, Dushaj és Tpla. A 2011-es népszámlálás alapján az alközség népessége 1607 fő. Elsősorban a Fierzánál felépített, a Fierzai-tó vizét felduzzasztó gátról és vízerőműről, valamint a vadregényes Komani-tó vízi útjának keleti végállomásaként nevezetes.

## Fekvése
Az alközség a Drin jobb partján, a Valbona torkolatvidékén helyezkedik el. Itt található a Drin völgyében felduzzasztott Komani-tó keleti végpontja, egyúttal a Kukësig húzódó, szintén mesterséges Fierzai-tó gátja. A Fushë-Arrëz vidékét Bajram Currival összekötő SH22-es jelű főútvonal átszeli az alközséget.

## Története
A római korban a Drin völgyében épített út kötötte össze Scodrát Dardania provinciával, ennek az útnak a maradványait Fierza közelében is felfedezték. A mai Fierza alközség területének nagy része a 19–20. századok fordulóján a krasniqi törzsi terület déli régióival esett egybe, de a Valbonától nyugatra eső rész (pl. Breglum) a mërturik szállásterületének keleti peremvidéke volt.
1971-ben kínai segítséggel indult meg a Fierza melletti duzzasztógát építése, amellyel 1976-ra készültek el. Ennek során a Drin-völgy huszonnyolc települését, köztük a régi Kukëst is vízzel árasztották el, a kitelepített lakóknak pedig Új-Kukësban biztosítottak lakhatást és munkát. Ekkor alakult ki Fierza városkája is, amely voltaképpen a duzzasztógát és az erőmű működtetését biztosító dolgozók blokkházaiból áll. Két évvel később, 1978-ban helyezték üzembe magát a Párt Fénye Vízerőművet (Hidrocentrali Drita e Partisë), pontosabban az 500 ezer kilowatt összteljesítményű négy turbinából kettőt. Az albán–kínai viszony időközbeni megromlása és a forráshiány késleltette a teljes termelőkapacitás elérését: a harmadik turbinát csak a hatodik ötéves tervidőszak (1976–1980) végéig állították munkába, egyúttal átadták a Fierza és Burrel közötti 220 kilovoltos távvezetéket is. Az 1986. évi pártkongresszuson jelentették be, hogy a negyedik turbina is üzembe állt.

## Nevezetességei
A fierzai duzzasztógát mint ipari érdekesség mellett az alközség területének jelentősebb látnivalói a Breglum feletti várrom, illetve ugyancsak ott, a hegyekben található Ançiti-templom (Kisha e Ançitit).